# From Every Stage
From Every Stage es el tercer álbum en directo de la cantante estadounidense Joan Báez, publicado por la compañía discográfica A&M Records en enero de 1976. El álbum recoge canciones grabadas en directo durante la gira que ofreció en verano de 1975.  La primera mitad del álbum es acústico, con Báez acompañada solo por su guitarra acústica, mientras que la segunda mitad incluye el respaldo de una banda. La versión de «Blowin' in the Wind» fue posteriormente incluida en la banda sonora de Forrest Gump. La canción «Natalya» está dedicada a la poeta y activista rusa Natalya Gorbanevskaya.

## Lista de canciones
1. "Ain't Gonna Let Nobody Turn Me Around" (Tradicional) - 2:50
2. "Blessed Are..." (Joan Báez) - 2:52
3. "Suzanne" (Leonard Cohen) - 4:22
4. "Love Song to a Stranger, Part Two" (Joan Báez) - 4:47
5. "I Shall Be Released" (Bob Dylan) - 2:23
6. "Blowin' in the Wind" (Bob Dylan) - 2:37
7. "Stewball" (Tradicional) - 4:34
8. "Natalya" (R. Apps, G. Moore, Shusha Guppy) - 4:10
9. "The Ballad of Sacco and Vanzetti" (Joan Báez, Ennio Morricone) - 4:27
10. "Joe Hill" (Alfred Hayes, Earl Robinson) - 3:10
11. "Love Is Just a Four-Letter Word" (Bob Dylan) - 3:31
12. "Forever Young" (Bob Dylan) - 3:43
13. "Diamonds & Rust" (Joan Báez) - 4:20
14. "Boulder to Birmingham" (Emmylou Harris) - 4:02
15. "Swing Low, Sweet Chariot" (Tradicional) - 3:54
16. "Oh Happy Day" (Edwin Hawkins) - 3:31
17. "Please Come to Boston" (Dave Loggins) - 4:16
18. "Lily, Rosemary and the Jack of Hearts" (Bob Dylan) - 8:50
19. "The Night They Drove Old Dixie Down" (Robbie Robertson) - 3:55
20. "Amazing Grace" (Tradicional) - 4:26

## Personal
- Joan Báez: voz y guitarra acústica
- David Briggs: teclados
- Larry Carlton: guitarra
- Dan Ferguson: guitarra
- Jim Gordon: batería
- James Jamerson: bajo

## Posición en listas
| País           | Lista         | Posición |
| -------------- | ------------- | -------- |
| Estados Unidos | Billboard 200 | 34       |